# Vertakkingspunt
In de complexe functietheorie, een deelgebied van de wiskunde, is een vertakkingspunt van een relatie  een punt, waar deze relatie in een willekeurig kleine omgeving rondom dit punt, discontinu is. Relaties worden met behulp van riemann-oppervlakken bestudeerd.
Vertakkingspunten vallen in drie brede categorieën uiteen: algebraïsche, transcendentale en logaritmische vertakkingspunten. Algebraïsche vertakkingspunten komen het meest voor in relaties waar sprake is van ambiguïtiteit. Het is ermee te vergelijken dat worteltrekken geen functie is, omdat de wortel twee tegengestelde waarden geeft.
Het vertakkingspunt is hier de oorsprong, omdat de analytische voortzetting van enige oplossing rond een gesloten lus, die de oorsprong bevat, in een andere relatie zal resulteren: er is sprake van niet-triviale monodromie. Ondanks het algebraïsche vertakkingspunt is de relatie {\displaystyle w} goed gedefinieerd en continu in de oorsprong. Dit in tegenstelling tot de transcendentale- en logaritmische vertakkingspunten, waar een relatie een niet-triviale monodromie en een essentiële singulariteit heeft.